# Українка (Рівненський район)
Украї́нка — село в Україні, в Рівненському районі Рівненської області. Населення становить 738 осіб.
В часах міжвоєнного двадцятиліття, коли територія належала до Польщі населений пункт мав назву Коростова, що була змінена у радянський час.

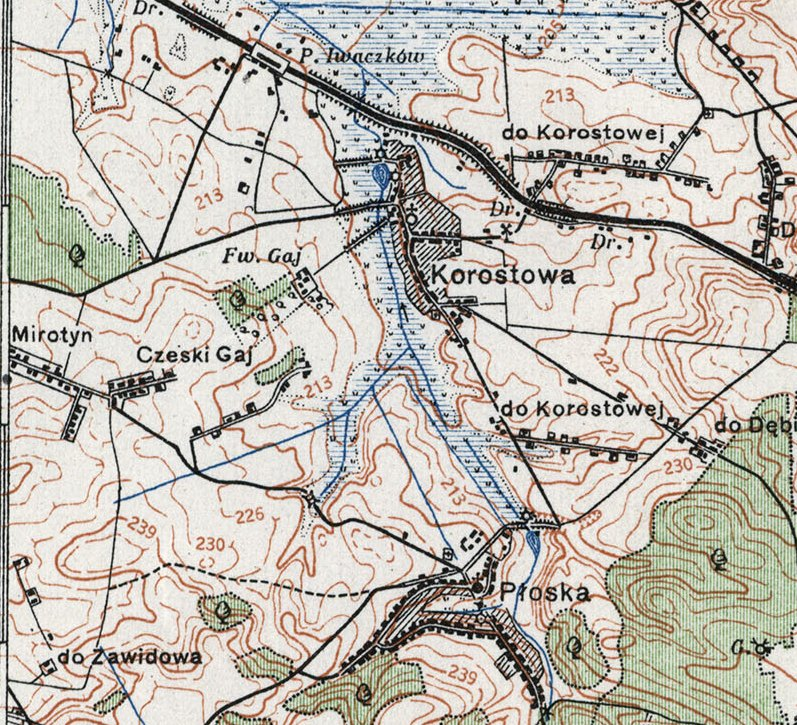
Частина карти Острозького р-ну, видана в 1922 р.

## Історія
У книзі Олександра Цинкаловського «Стара Волинь і Волинське Полісся» про цей населений пункт зазначено: 
| | \| КОРОСТОВА, с, Острозький пов., 17 км. від Острога. Село положене над великим ставом, на рівнині. В кінці 19 ст. було там 124 доми і 710 жителів, дерев'яна церква з 1786 р., церк-прих. школа з 1870 р., костьол, водяний млин, коршма, двір гарної архітектури. Село К. належало колись до кн. Острозьких. Згадка про К. з 1545 р. в описі луцького замку, коли то належало до Федора Олехновича з Коростової (Пам'ятники, т. 4, від 2 ст. до 114). В 1577 р. с. К. володіє Григорій Болбас, який платив з неї від 8 димів на волоках, 11 город, 7 город, 2 млинських коліс. В 1794 р. село К. було сконфісковане царським урядом (у Малоховських), і подароване генералу Ферстинові, від якого відкупив його пізніше гр. Ільїнський, а від нього перейшло до кн. Є. Четвертинського. Грунти там чорноземні і селяни були досить заможні. За переписом 1911 р. до великої земельної власности належало в К. 276 десятин.[1] \| |
| КОРОСТОВА, с, Острозький пов., 17 км. від Острога. Село положене над великим ставом, на рівнині. В кінці 19 ст. було там 124 доми і 710 жителів, дерев'яна церква з 1786 р., церк-прих. школа з 1870 р., костьол, водяний млин, коршма, двір гарної архітектури. Село К. належало колись до кн. Острозьких. Згадка про К. з 1545 р. в описі луцького замку, коли то належало до Федора Олехновича з Коростової (Пам'ятники, т. 4, від 2 ст. до 114). В 1577 р. с. К. володіє Григорій Болбас, який платив з неї від 8 димів на волоках, 11 город, 7 город, 2 млинських коліс. В 1794 р. село К. було сконфісковане царським урядом (у Малоховських), і подароване генералу Ферстинові, від якого відкупив його пізніше гр. Ільїнський, а від нього перейшло до кн. Є. Четвертинського. Грунти там чорноземні і селяни були досить заможні. За переписом 1911 р. до великої земельної власности належало в К. 276 десятин. | |

У 1906 році село Хорівської волості Острозького повіту Волинської губернії. Відстань від повітового міста 15 верст, від волості 8. Дворів 141, мешканців 722.

## Відомі люди

### Народились
- Нагулко Тарас Дмитрович — лікар, акушер-гінеколог Шепетівської залізничної лікарні Хмельницької області. Народний депутат України 1-го скликання.
- Українець Дмитро Степанович — контр-адмірал.

Голова
- Косінський Юрій — сільський голова